# Сами Клингън
Самюъл „Сами“ Клингън (на английски: Samuel "Sammy" Clingan) е северноирландски футболист, състезаващ се за Ковънтри Сити.

## Клубна кариера

### Ранна кариера
Той е юноша на Уулвърхемптън, а през сезон 2003/2004 е капитан на резервния им отбор. Въпреки това не успява да пробие в първия отбор и на два пъти е отстъпван под наем на Честърфийлд – за сезон 2004/2005 и 2005/2006, като за тях записва 36 мача и 3 гола.

### Нотингам Форест
В началото на 2006 Нотингам Форест обявяват своя интерес към Клингън, но той желае да остане в отборът на Честърфийлд, а договорът му за наем е прекратен на 15 януари. Така на 23 януари той преминава в Нотингам. През следващия сезон е твърд титуляр, на чупи крак през март 2007 г. Участва в 93 мача на Форест.

### Норич Сити
На 17 юни 2008 г. преминава в Норич Сити. През 2008/2009 е титулярния изпълнител на дузпи за Норич, като реализира и четирите дузпи, които изпълнява. Освен това отбелазва и два гола от пряк свобден удар.

### Ковънтри Сити
На 24 юли 2009 подписва с Ковънтри Сити за три години, след отпадането на Норич Сити от Чемпиъншип.